# フランソワ・ブルギニョン
フランソワ・ブルギニョン（フランソワ・ブルギニヨン、François Bourguignon、1945年5月22日 - ）は、フランスの経済学者。元世界銀行チーフエコノミスト。
国立統計経済行政学院 (ENSAE) 、パリ第6大学で応用数学を学び博士号を取得。1975年、カナダ西オンタリオ大学w:University of Western Ontarioでは最優秀論文に対して授与されるメリット・ブラウン賞を受賞した。1979年にオルレアン大学から経済学博士号を得る。
パリの社会科学高等研究院教授として経済学を教える。同時に理論経済学、応用経済学の研究部門として、Département et laboratoire d’Economie Théorique et Appliquée（DELTA）を設立し指導に当たった。
2003年10月に世界銀行チーフエコノミストに任命され、2007年まで在職した。2016年、ダン・デイヴィッド賞受賞。